# ایوان سکیرا
ایوان سکیرا (چکی: Ivan Sekyra؛ ۱ اکتبر ۱۹۵۲ – ۳۰ ژوئن ۲۰۱۲) گیتاریست راک، خواننده، ترانه‌سرا، کارگردان و فیلمنامه‌نویس اهل کشور جمهوری چک بود. او نواختن ویولون را از کودکی آموخت. او در سال ۱۹۷۸، از دانشکده مهندسی مکانیک در دانشگاه علوم زندگی در پراگ فارغ‌التحصیل شد. در سال ۱۹۷۶، گروه Abraxas را تأسیس کرد. و بعداً عضو دو گروه موسیقی دیگر شد. او در ۵۹ سالگی درگذشت.